# Kuličky

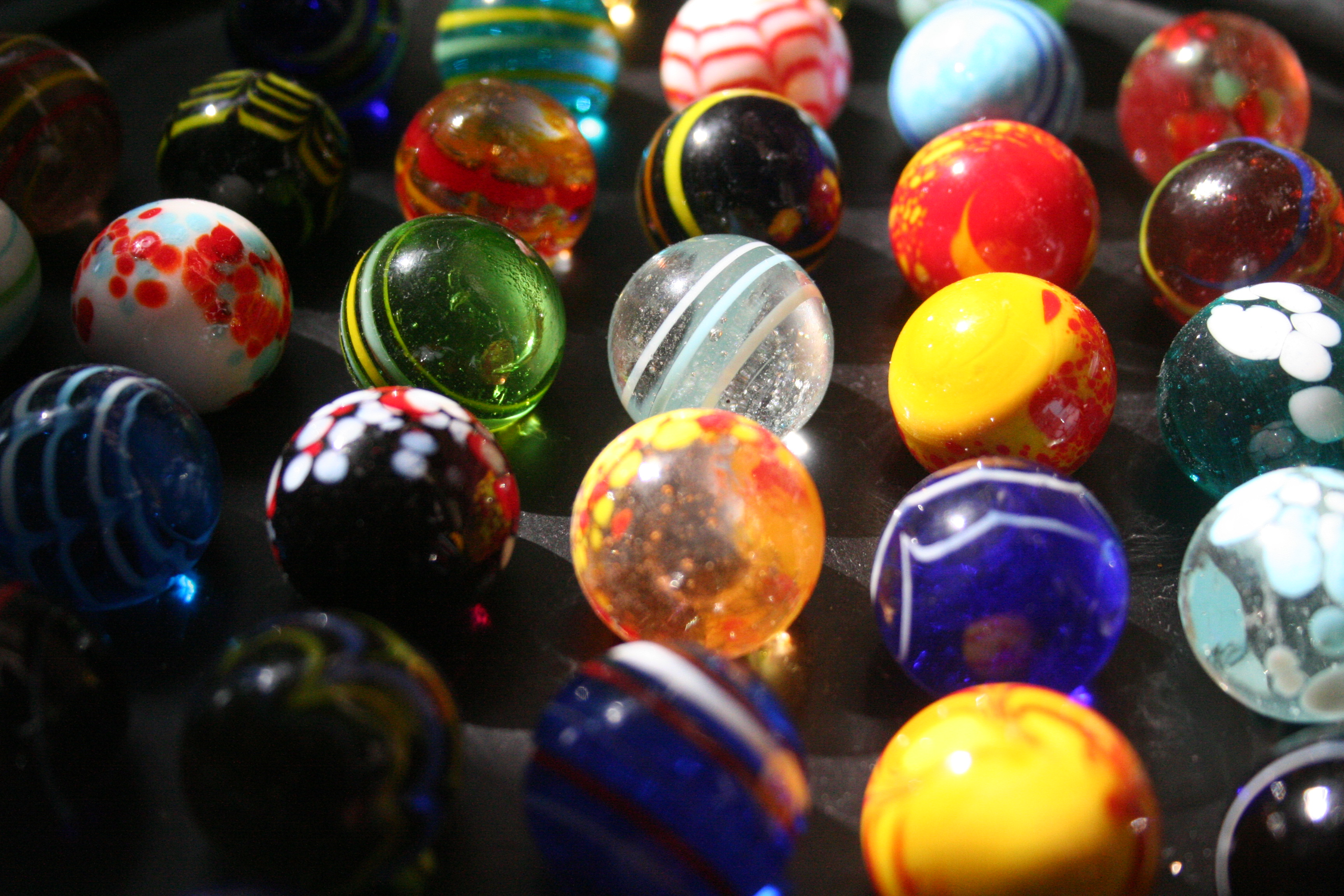
Skleněné kuličky

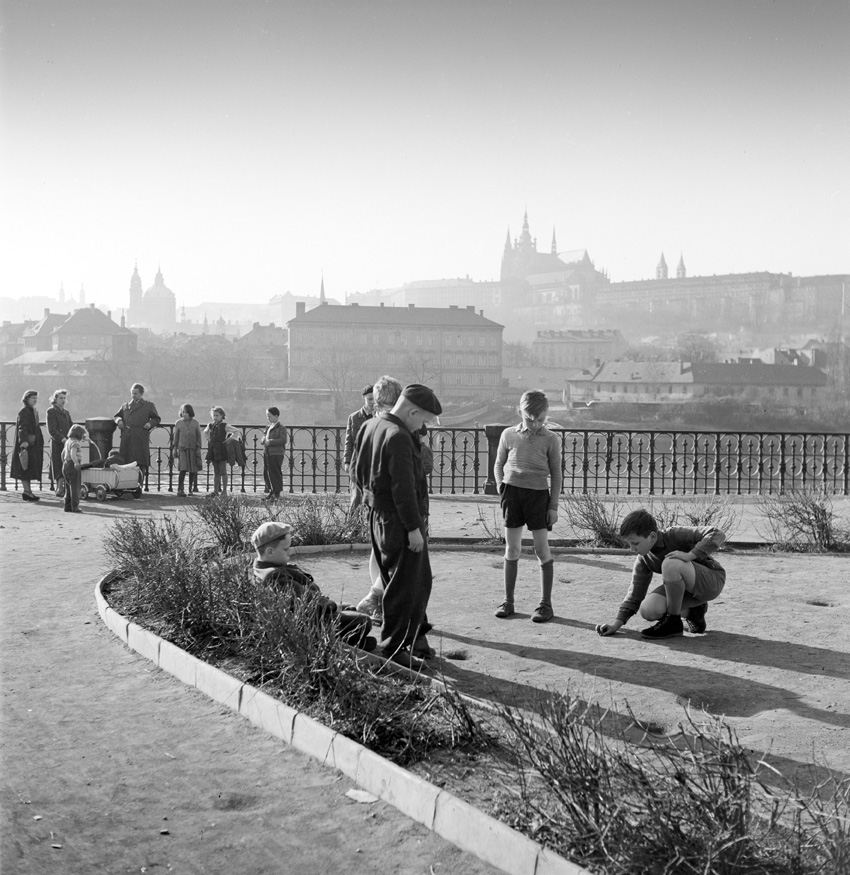
Hra kuliček v Praze na nábřeží u Rudolfina v 50. letech 20. století

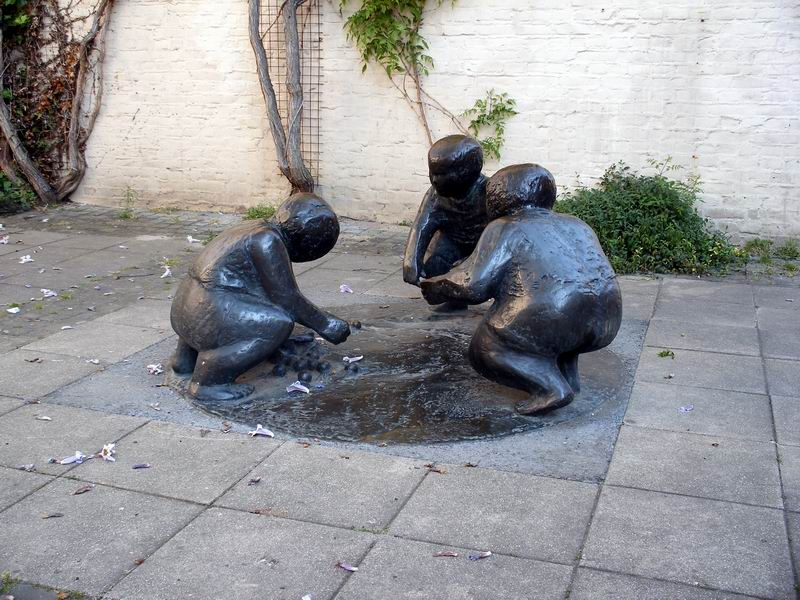
Socha Hrajeme kuličky v Maastrichtu

Kuličky jsou jednoduchá hra, resp. sport, ve kterém se ve venkovním prostředí hráči snaží dostat cvrnkáním malé kuličky (obvykle skleněné či hliněné, cca 16 mm v průměru) do důlku vyhloubeného v zemi.
Kuličky mohou hrát lidé všech věkových skupin, neboť hra není příliš fyzicky namáhavá, významnou roli hraje naopak zkušenost a psychická vyzrálost.
Soutěžní kuličky v turnajích Českého kuličkového svazu jsou ze skla, mají v průměru 16 mm a váží cca 6 gramů.

## Historie
Historie kuliček sahá až do starověkého Říma, kdy se hrávalo s kousky mramoru.
V Anglii se již několik století koná každoroční turnaj, který se v posledních desetiletích hraje jako týmové mistrovství světa. V posledních letech se začíná na mezinárodní úrovni více prosazovat individuální hra.

## Základy pravidel
Her s kuličkami bylo a je velké množství. V Česku se po roce 1998 vyvinula soutěžní verze pravidel. V jednotlivých lokalitách se mohou lišit od závazných pravidel mistrovských turnajů (tzv. turnaje Masters), protože se přizpůsobují podmínkám hřiště či místním tradicím.

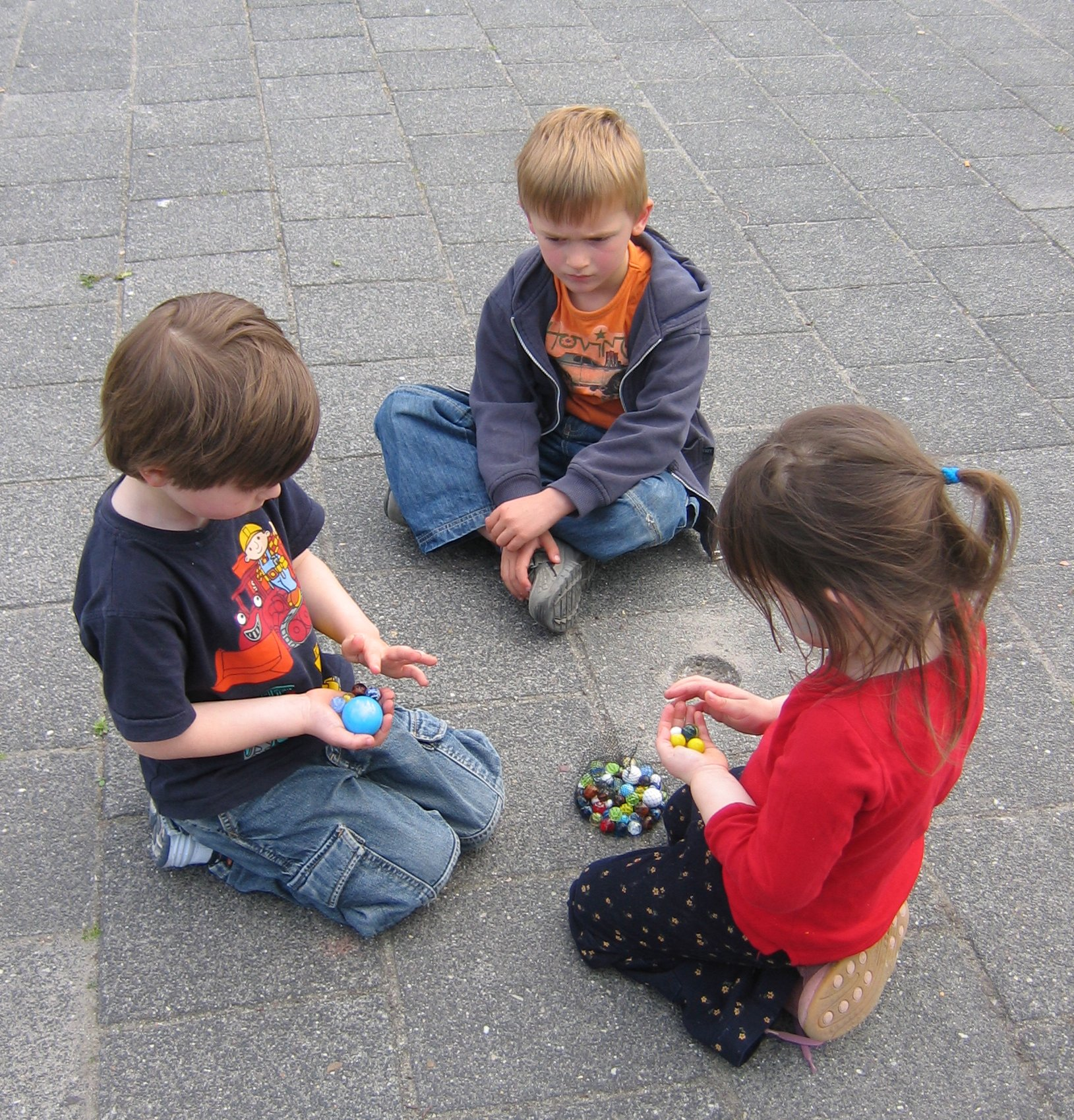
Děti při hře

### Starší české hry
Základem je obvykle hřiště s důlkem a startovní čárou od níž se hází směrem do důlku. Netrefené kuličky se hráči jeden po druhém snaží cvrnkáním shromáždit v důlku. Postup házení, střídání hráčů i hodnocení výsledků se liší.
Sběratel her Miloš Zapletal ve své Encyklopedii her z roku 1988 uvádí desítky her i s pravidly:
Na kuličkového krále, Dvojičky, Koulená, Na banku, Na sudě, Kuličkiáda, Spouštění na důlek, Nejznámější hra s kuličkami, Strefovačka, Na přímé zásahy, Každý do svých, Hra na Kdo - Co a Po, Koník, Vytloukaná, Ťukaná, Na krále, Na devět důlků, Stovka, Koulení na skleněnce, Tinki tinki, Kulinda, Kutálečka a další.

### Zahraniční hry
V téže Encyklopedii jsou popsány i některé hry ze zahraničí:
Stovka (z Anglie), Dodo (Dahome a Nigérie), Indiánská hra s kuličkami, Bloquette (Francie), Na dva důlky (Sýrie), Íránská hra, Nux (Austrálie), Hra indiánského kmene Cree, Hra na píď (Arábie), Házení na zeď (Londýn), Hazard (Nový Zéland) a další.

### Soutěžní pravidla - příklad
- Proti sobě hrají vždy dva hráči. Své kuličky mají dostatečně barevně odlišeny. Zároveň by měli pamatovat na to, že ne všechny kuličky budou na každém povrchu dobře viditelné. Cílem je dostat všechny své kuličky do důlku jako první.
- Oba soupeři mají na začátku 10 kuliček. Nejprve je hází ze 7,5 metrů a snaží se zasáhnout důlek. Zápas se hrává na více vítězných her.
- Nejdříve se vybírá, kdo bude ve cvrnkání začínat. Započne se takzvaným "rozhozem", kdy každý z hráčů vyhodí k důlku jednu kuličku - ten, který má svou kuličku blíže, rozhoduje o tom, zda bude cvrnkat první nebo druhý.
- První hráč si stoupne na čáru hodu a vyhodí všechny své kuličky k důlku, který se snaží zasáhnout. Může kuličky házet postupně nebo najednou, jak sám chce. Poté hází druhý hráč.
- Pak dojde na samotné cvrnkání. Hráč cvrnká jedním prstem - jedno kterým. Cvrnká se vždy jen do jedné vlastní kuličky. Ta pak může zasáhnout libovolný počet dalších kuliček - i soupeřových. Hráči se vždy po jednom cvrnku střídají.
- Vyhrává ten, kdo první docvrnká všechny své kuličky do důlku.

## Mezinárodní soutěže

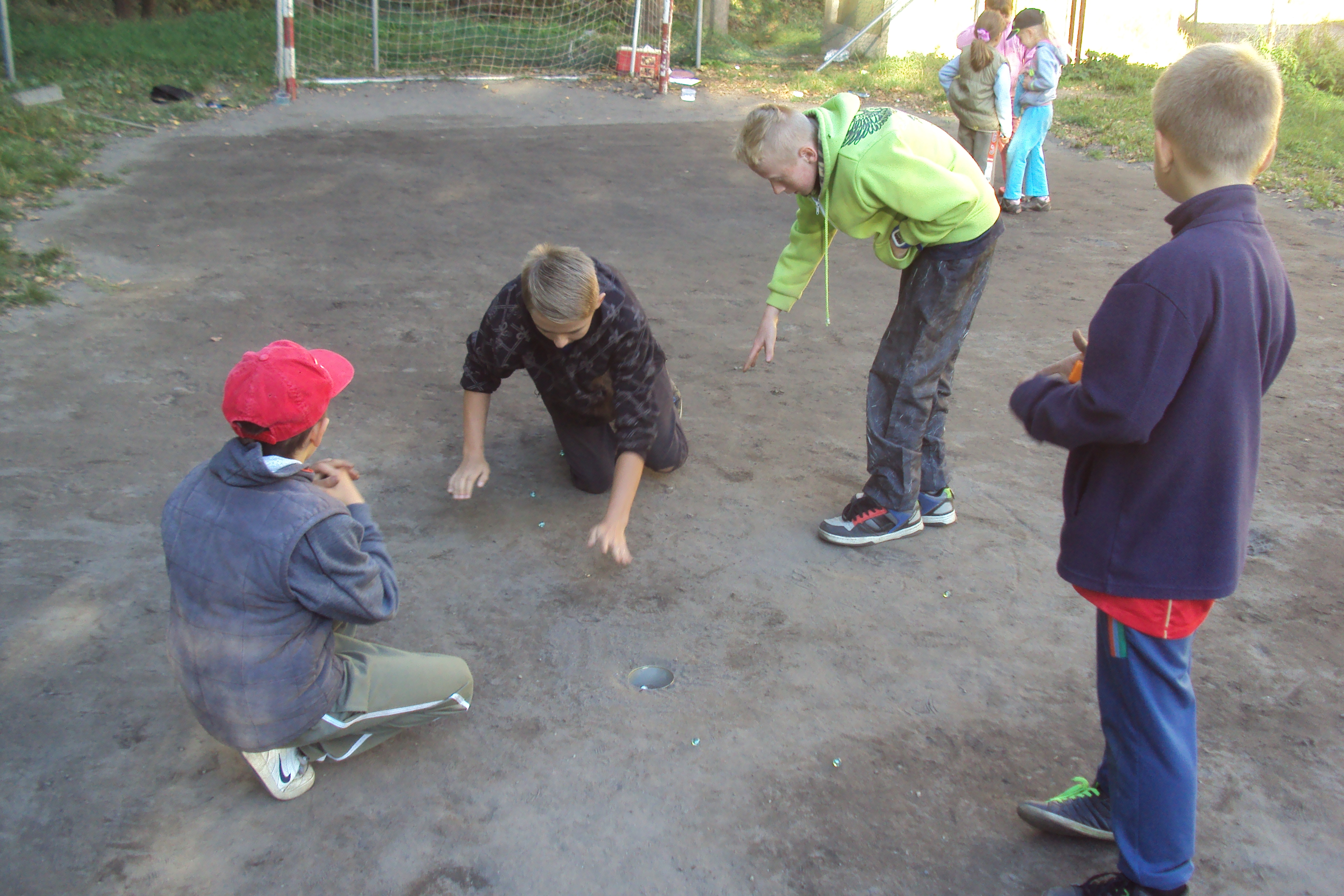
Dětský turnaj v kuličkách v Nových Zákupech

Česká reprezentace se již několikátým rokem účastní prestižních mezinárodních turnajů. Přestože oproti světu se v Česku tento sport nehraje příliš dlouho, dokázali se čeští reprezentanti rychle probojovat mezi světovou špičku.[zdroj?]
Český kuličkový svaz každoročně od roku 2002 organizuje mezinárodní turnaj Czech Open. Pro rok 2005 získal pořadatelství historicky 1. mistrovství světa v individuální hře.